# Lilia Prado
Leticia Lilia Amezcua Prado (Sahuayo, Michoacán, 30 de marzo de 1928-Ciudad de México, 22 de mayo de 2006), conocida como Lilia Prado, fue una actriz mexicana conocida como las piernas más bonitas de México, apodo que compartió con las actrices Sonia Furió, Rosita Quintana y Evangelina Elizondo . Luego de su participación en la película Subida al cielo (1952), logró posicionarse como un símbolo sexual en los años 50.

## Biografía y carrera

### Primeros años e inicios
Desde pequeña sobresalió por su belleza y simpatía. Con una prima, quiso fugarse de su casa para trabajar en un circo, pero la muerte de ella truncó sus planes. También contempló ser bailarina. Tras ganar un concurso de belleza, tuvo la oportunidad de ingresar a la industria cinematográfica, primero como extra en 1940. Después, gracias al apoyo del periodista Javier Campos, llegó a los Estudios Azteca, donde estaban filmando en papeles principales o de reparto. Lilia deseaba que su nombre artístico fuera Sonia, pero al verse imposibilitada, dio este nombre a su perra y tomó su segundo nombre y el apellido de su madre. Prado llegó a participar en más de cien filmes. Aunque estudió en el INBA, no terminó una carrera. Aprendió cine haciéndolo, con una gran habilidad para memorizar los diálogos y para improvisar. Dotada de una voz suave, de un talento para recitar y de su belleza, llamó la atención de directores de cine Ismael Rodríguez y del actor y cantante Pedro Infante. 
Sus primeras películas fueron La barca de oro en 1947, dirigida por Joaquín Pardavé, junto a Pedro Infante y René Cardona; y Ángel o demonio, junto a María Antonieta Pons, ambas películas del año 1947. Participó en la cinta estadounidense Tarzan and the Mermaids (Tarzán y las sirenas) en ese mismo año. Al año siguiente, participó en la película de Juan Orol Tania, la bella salvaje, protagonizada por la rumbera cubana Rosa Carmina. En 1950, actuó en Pobre corazón, dirigida por José Díaz Morales con Jorge Mistral, Guillermina Grin y Tito Junco.

### Trayectoria actoral

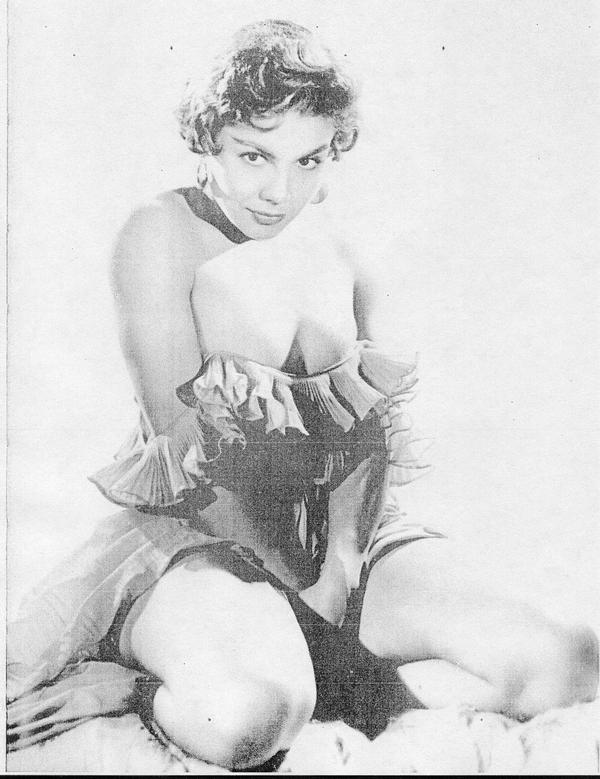
Prado en una fotografía publicitaria, c. 1950.

Tras su primer protagónico en Confidencias de un ruletero al lado de Adalberto Martínez "Resortes" en 1949, su consolidación como actriz estelar se daría en las películas Las mujeres de mi general en 1950 y El gavilán pollero en 1951, ambas al lado de Pedro Infante. En 1952, el español naturalizado mexicano Luis Buñuel la eligió para protagonizar Subida al cielo. 
Prado conoció a Buñuel gracias al poeta Manuel Altolaguirre, esposo de María Luisa Gómez Mena, productora de la película, quien le enseñó una foto de Prado al cineasta. Buñuel procedió a enviarle un libreto a la actriz. El filme se estrenó en el Festival de Cannes y ganó el Premio Especial de la Crítica Internacional a la Mejor Película de Vanguardia en 1952. La película se centra en una pareja de recién casados (Prado y Esteban Márquez) que enfrentan una serie de tragedias antes de consumar su luna de miel. 
Lilia volvió a trabajar con Buñuel en el filme de 1954 Abismos de pasión, una adaptación cinematográfica de la novela Cumbres Borrascosas de la escritora inglesa Emily Brontë que fue coprotagonizada por Irasema Dilián y Jorge Mistral. Ese mismo año, Buñuel la buscó para protagonizar La ilusión viaja en tranvía.
A raíz de su participación con Buñuel, Prado recibió varias ofertas de trabajo, tanto en Europa como en Estados Unidos, pero su negativa de aprender inglés hizo que todos sus filmes los realizara en México, hecho del que declaró en una entrevista en el año 2000 que no se arrepentía.
En 1960, se casó con el torero Gabriel Priede España. Ambos se divorciaron en 1961 y Prado calificó su alianza matrimonial como una «pesadilla».

## Muerte

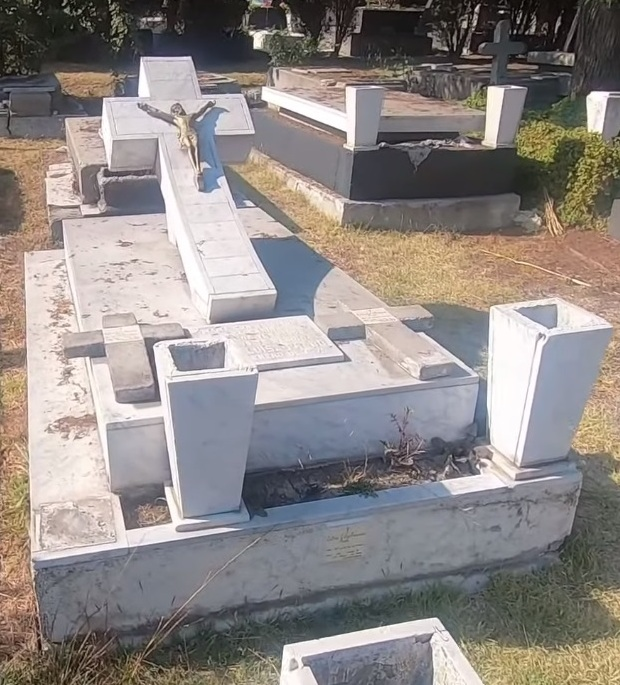
Tumba de Prado en el Panteón Jardín.

El 22 de mayo de 2006, Prado falleció en Ciudad de México a los 78 años de edad, a causa de un paro cardíaco. Su cuerpo fue enterrado junto al de María Luisa Prado, su mamá, en la parcela de la Asociación Nacional de Actores (ANDA) del Panteón Jardín, ubicado en la misma ciudad.

## Filmografía selecta

### Cine
- Soy charro de Rancho Grande (1947)
- Tania, la bella salvaje (1947)
- Ángel o demonio (1947)
- El reino de los gángsters (1948)
- La sin ventura (1948)
- Han matado a Tongolele (1948)
- Novia a la medida (1949)
- La familia Pérez (1949)
- Confidencias de un ruletero (1949)
- Pobre corazón (1950)
- Cuando acaba la noche (1950)
- Las mujeres de mi general (1950)
- Pata de palo (1950)
- Si fuera una cualquiera (1951)
- El gavilán pollero (1951)
- Crimen y castigo (1951)
- Rumba caliente (1952)
- Las tres alegres comadres (1952)
- Las interesadas (1952)
- Subida al cielo (1952)
- Cuarto de hotel (1952)
- Abismos de pasión (1953)
- La ilusión viaja en tranvía (1953)
- Los gavilanes (1954)
- La vida no vale nada (1954)
- Después de la tormenta (1955)
- Talpa (1956)
- La locura del rock'n roll (1957)
- Ladrones de niños (1958)
- Ando volando bajo (1958)
- El que con niños se acuesta (1959)
- Besos de arena (1959)
- Mis secretarias privadas (1959)
- Dicen que soy hombre malo (1960)
- El analfabeto (1960)
- Pueblito (1960)
- Senda prohibida (1961)
- Los cuervos están de luto (1965)
- México de noche (1968)
- La vida inútil de Pito Pérez (1970)
- La inocente (1972)
- El rincón de las vírgenes (1972)
- Fe, esperanza y caridad (1974) .... En segmento de 'Esperanza' (enfermera)
- La India (1976) .... La Cacariza
- Ratero (1979) .... Paquita
- Emanuelo (1984)
- Adiós lagunilla adiós (1984)
- Las amantes del señor de la noche .... Celina
- La puerta negra (1988)
- Tres veces mojado (1989)

### Televisión
- Las momias de Guanajuato (1962)
- Entre sombras (1967)
- Tiempo de perdón (1968)
- Nosotros los pobres (1973)
- El milagro de vivir (1975)
- La pasión de Isabela (1984)
- Dulce desafío (1988)

### Teatro
- La mujer, el marido y la muerte (1959)
- La prostituta respetuosa (1952)
- Juguete para un matrimonio (1970)

## Premios y nominaciones
- 1957 - Nominación al premio Ariel a Mejor Actriz por Talpa. Academia Mexicana de Artes y Ciencias Cinematográficas.
- 1971.- Premio a la Mejor Actriz Extranjera de 1971. Círculo de Periodistas y Gobierno del Estado. Festival Internacional de Cine de Panamá.
- 1973.- Diosa de Plata a Mejor Actriz de Cuadro por El rincón de las vírgenes. PECIME, México.
- 1984.- Homenaje por su trayectoria cinematográfica. Galería de Appel. Holanda.
- 1999.- Premio Ariel de Oro por su carrera cinematográfica. Academia Mexicana de Artes y Ciencias Cinematográficas